# Дарий (сын Артаксеркса II)
Да́рий (др.-перс. Dārayavauš; IV век до н. э.) — старший сын персидского царя Артаксеркса II.

## Биография
Когда Артаксеркс II состарился, то при дворе составились несколько соперничавших между собой партий, каждая из которых поддерживала того или другого сына царя. В пользу Дария было право первородства. Но младший царевич — будущий Артаксеркс Ох, имевший немало приверженцев, рассчитывал склонить отца на свою сторону с помощью сестры Атоссы — любимой дочери царя. Ей Ох обещал брак и совместное правление в будущем.
Артаксеркс II, не желая допустить повторения гражданской войны, которая случилась в начале его правления из-за амбиций младшего брата Кира, провозгласил пятидесятилетнего Дария царем. При этом Юстин утверждает, что это произошло «вопреки персидскому обычаю, по которому новый царь может принять власть только после смерти своего предшественника.» Напротив, Плутарх говорит о том, что «по персидскому обычаю вновь назначенный наследник престола мог просить любого подарка, а царь, назначавший наследника, был обязан исполнить любую его просьбу, если только это оказывалось возможным.»
Дарий захотел получить наложницу отца Аспасию, родом из Ионии. Царь, раздосадованный такой просьбой, объявил, что Аспасия не рабыня, а свободная женщина, поэтому сама вправе определять свою судьбу. Приглашенная Аспасия, вопреки ожиданиям Артаксеркса, избрала Дария. Однако вскоре царь отобрал ее у сына и назначил жрицей в храме в Экбатанах.
В это время к оскорбленному наследнику вошел в особое доверие бывший сатрап Ионии Тирибаз, также обиженный царем. Дело в том, что Тирибазу в награду за спасение армии во время похода на кадусиев была обещана в жены одна из дочерей царя, однако это не было исполнено. Раздосадованный Тирибаз стал убеждать Дария, что изменчивому в своих поступках царю не следует верить как в малых, так и важных словах и поступках.
Возник заговор против престарелого Артаксеркса, в который были вовлечены многие знатные персы, а также некоторые внебрачные дети царя. Однако какой-то евнух раскрыл Артаксерксу грозившую опасность. Дарий вместе со своими детьми был взят под стражу и предстал перед царскими судьями. Те единодушно приговорили наследника к казни. По словам Плутарха, некоторые писатели утверждают, что Артаксеркс собственноручно расправился со старшим сыном.
Сыном Дария был Арбупал, погибший в битве при Гранике в 334 году до н. э. 